# Jean Rousseau-Portalis
Jean Rousseau-Portalis, né le 23 juillet 1920 à Paris et mort le 6 avril 1982 à Buenos Aires, est un ingénieur, militaire et résistant français, Compagnon de la Libération. 

## Biographie

### Jeunesse et formation
Fils d'un banquier, Jean Rousseau-Portalis naît le 23 juillet 1920 dans le 8e arrondissement de Paris. Il est baron par son arrière-arrière-grand-père Jean-Baptiste Rousseau, fait comte palatin par le pape Léon XII en 1827 et baron par le roi Charles X en 1830,. À l'issue de ses études supérieures à l'École de travaux publics, il obtient un diplôme d'ingénieur et parallèlement, deux certificats de lettres et un certificat de sciences. En 1939, il est en train d'effectuer une préparation militaire supérieure lorsque la seconde guerre mondiale éclate.

### Seconde Guerre mondiale
Trop jeune pour être mobilisé, Jean Rousseau-Portalis entend l'appel du général de Gaulle le 18 juin 1940 et décide de s'engager dans la résistance. En juillet 1941, il est engagé dans la section Camouflage du matériel de l'armée puis entre en novembre 1942 à l'Organisation civile et militaire au sein de laquelle il devient adjoint au chef national des PTT. Mettant à profit sa formation d'ingénieur, il organise dans les région Nord et Sud-Ouest le sabotage des centraux téléphoniques, mets en place des réseaux de communication par courrier, téléphone ou télégraphe et recueille de précieux renseignements. Pour le compte de l'Armée secrète, il effectue également des transports d'armes et de documents entre Paris et Amiens.
En février 1943, menacé par la gestapo, il entre dans la clandestinité totale. Partant pour un mission en Espagne en avril suivant, il est arrêté à Boucau mais rapidement relâché. Un mois plus tard, il rejoint le réseau Samson de Robert Masson qui le charge de constituer un service de renseignement,. En août, il parvient à passer en Espagne pour réaliser la mission avortée quelques mois plus tôt et y rencontre un responsable des services de renseignement de la France libre. Revenu en France, il travaille à l'amélioration des réseaux PTT clandestins. Son activité lui vaut d'être activement recherché et condamné par contumace par les allemands, cependant lorsqu'il est arrêté en avril 1944 alors qu'il se trouve au siège du mouvement Combat à Paris, il parvient à s'en sortir en utilisant sa couverture professionnelle. Son travail est également remarqué par l'État-major de la France libre à Londres qui l'appelle à ses côtés,. Arrivé ans la capitale britannique le 3 avril 1944, il est affecté  à la section FFI de l'état-major du général Kœnig,. Membre de la DGSS, il est envoyé en mission clandestine en France et parachuté près de Nantua le 2 septembre 1944 avec pour mission de remonter vers le Doubs et d'assurer la liaison entre les FFI de ce département encore non libéré et les troupes alliées proches. Quelques jours après son arrivée, alors qu'il cherche à  rejoindre une unité de parachutistes derrière les lignes ennemis à Clerval, il est grièvement blessé par balle à la poitrine et est hospitalisé jusqu'à la fin de la guerre,.

### Après-Guerre
Après le conflit, Jean Rousseau-Portalis s'installe en Argentine et reprend son métier d'ingénieur dans une entreprise de travaux publics à Buenos Aires puis chez Fiat-SOMECA. Il est par ailleurs membre de l'American Society of Civil Engineers et de l'American Society of Agricultural Engineers.
Jean Rousseau-Portalis meurt le 6 avril 1982 à Tegucigalpa, au Honduras, et est inhumé à Buenos Aires.

## Décorations
|  |  |  |
|  |  |  |

| Commandeur de la Légion d'Honneur | Commandeur de la Légion d'Honneur | Commandeur de la Légion d'Honneur | Compagnon de la Libération Par décret du 6 avril 1945                | Compagnon de la Libération Par décret du 6 avril 1945                | Compagnon de la Libération Par décret du 6 avril 1945                | Croix de guerre 1939-1945              | Croix de guerre 1939-1945              | Croix de guerre 1939-1945              |
| Médaille des évadés               | Médaille des évadés               | Médaille des évadés               | Médaille commémorative des services volontaires dans la France libre | Médaille commémorative des services volontaires dans la France libre | Médaille commémorative des services volontaires dans la France libre | King's Medal for Courage (Royaume-Uni) | King's Medal for Courage (Royaume-Uni) | King's Medal for Courage (Royaume-Uni) |